# Калхун (окръг, Тексас)
Окръг Калхун (на английски: Calhoun County) е окръг в щата Тексас, Съединени американски щати. Площта му е 2673 km², а населението - 20 647 души (2000). Административен център е град Порт Лавака.